# San Marcos, Tekax
San Marcos är en ort i Mexiko.   Den ligger i kommunen Tekax och delstaten Yucatán, i den östra delen av landet, 1 000 km öster om huvudstaden Mexico City. San Marcos ligger 47 meter över havet och antalet invånare är 161.
Terrängen runt San Marcos är platt. Runt San Marcos är det glesbefolkat, med 19 invånare per kvadratkilometer. Närmaste större samhälle är Tecax, 4,1 km öster om San Marcos. Omgivningarna runt San Marcos är en mosaik av jordbruksmark och naturlig växtlighet.